# 松尾金蔵
松尾 金蔵（まつお きんぞう、1912年1月1日 - 2002年3月19日）は、日本の官僚。通商産業事務次官。日本鋼管（現・JFEスチール、JFEエンジニアリング）会長。

## 経歴
福岡市薬院に生まれる。1929年福岡県中学修猷館、1931年旧制福岡高等学校文科乙類を経て、1934年、東京帝国大学法学部法律学科を卒業し、商工省に入省。入省同期は、松尾泰一郎（丸紅社長（1975年 - 1981年）、通商局長（1956年9月 - 1960年7月））、葦沢大義（重工業局長）、森誓夫（石油資源開発社長、重工業局長）、高坂正雄（公取委員、日銀政策委員）、吉岡千代三（軽工業局長、一高・東北法卒）、岩武照彦（中小企業庁長官）、川上為治（参議院議員、中小企業庁長官）などであった。
太平洋戦争中、商工省が軍需省に変わると、その産業機械課長などを務め、戦後になると、戦後計画経済立案の中枢となった経済安定本部企画部の企画課長、続いて通商産業省に移り、貿易局次長となり、1951年、中小企業庁振興部長、1952年、参議院法制局第三部長、1953年、経済審議庁調整部長、1955年9月、鉱山局長、1956年6月、通商産業省官房長、1957年6月、企業局長を経て、1961年7月、通商産業事務次官に就任する。
企業局長時代には、大来佐武郎（当時経済企画庁計画局長）、有沢広巳（当時法政大学総長）、稲葉秀三（財団法人国民経済研究協会理事長）、脇村義太郎（東京大学経済学部教授）らと共に、政策団体「総合政策研究会」のメンバーの一人として、政府や経済界に政策提言を行っており、所得倍増計画や太平洋ベルト構想などの計画立案に関わっている。
松尾の後任の通産事務次官は、当初本命であった佐橋滋企業局長（次官待ちポスト）が、突如特許庁長官に転任し、佐橋の同期の今井善衛特許庁長官が就任した。翌年、今井次官は勇退し、佐橋特許庁長官がその後任となった。この経緯をもとに城山三郎は小説『官僚たちの夏』を描いており、松尾は「丸尾」として登場する。
1963年7月、通産省を退官し、1964年11月、日本鋼管に入社して常務となる。その企画力を買われ、1967年5月、筆頭専務となり、1971年5月、副社長を経て、1976年6月、会長に就任する。その後、1980年6月、取締役相談役、1982年6月、相談役となる。傍ら、1978年3月、芙蓉石油開発会長、同年6月、海外石油開発取締役、1985年9月、サハリン石油開発協力会長を歴任する。
1982年4月、勲二等旭日重光章を受章。
2002年心不全により死去。葬儀は松尾家と日本鋼管との合同葬として青山葬儀所で営まれた。葬儀委員長は半明正之日本鋼管社長。

## エピソード
- ユーモアのセンスが高い官僚として広く知られており、松尾がまだ通産省の若き役人時代、右も左も分からぬ米国に行ったとき、尿意を催すも中々トイレが見つからず、やっとの思いで公衆便所を見つけると、脱兎のごとく駆け込んで用を済ませた。やれやれと思い出てくると、表に立っていた警官が、「汝はこの”For Ladie's only”（女性専用）が目にはいらんのか！」と一喝。困った松尾は、咄嗟に機転が働き、己の股間を指して真顔で、「”This is for Ladie's only”（これは女性専用だ）」と答えた。しばしきょとんとした警官もやがて理解し、「”Oh! me too”（私のもだ）」と笑って許してくれた。
- その温厚な人柄から、愛称は「仏の金ちゃん」であった。なお、松尾がモデルとされる小説『官僚たちの夏』の丸尾次官の愛称は「仏の丸さん」である。
- 「決断は七分の理、三分の運」（人生は、運によって決まるものはわずか三割で、自身の決断が七割を握っている）という名言を残している[5]。